# Штучний острів

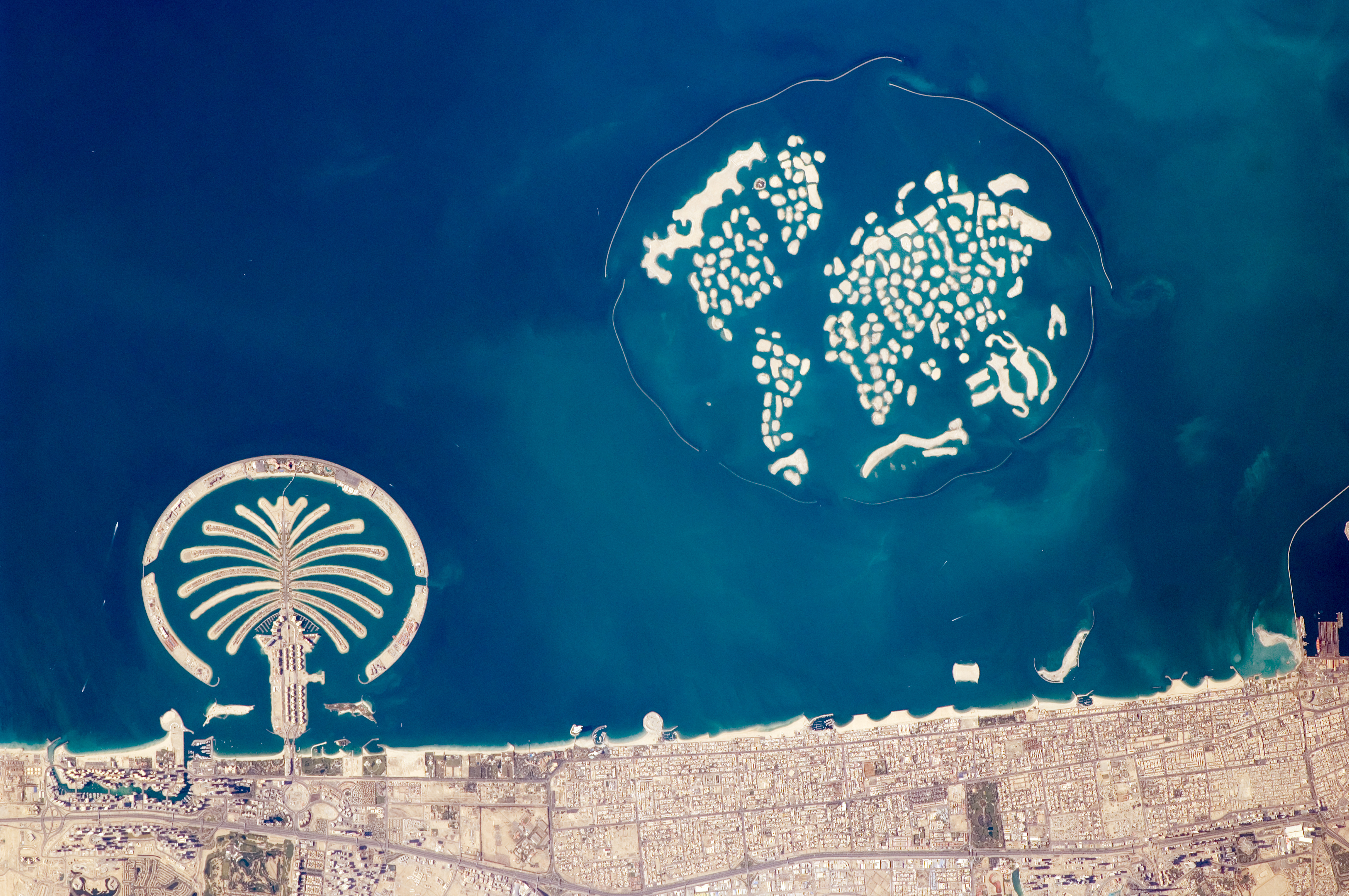
Один з пальмових островів (Джебель-Алі) і архіпелаг «Світ»

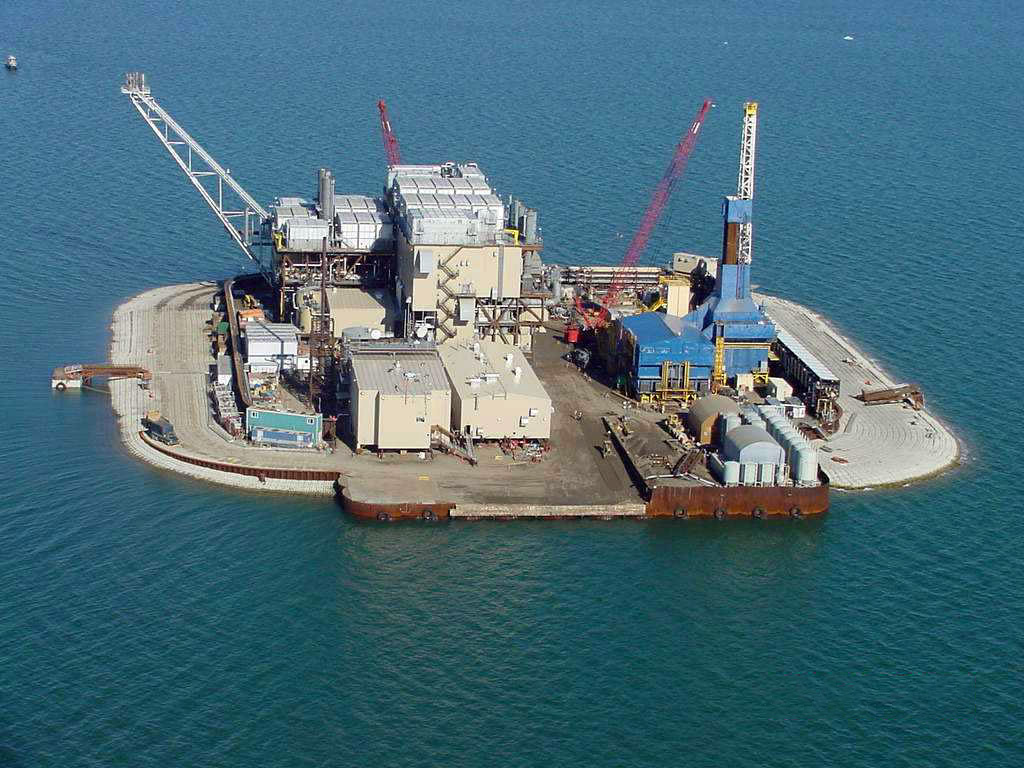
Типовий острів-бурова платформа Northstar

Шту́чний о́стрів — стаціонарна гідротехнічна споруда на відкритій акваторії (в морях, озерах, річках), побудована з донних і берегових ґрунтів, природного та штучного льоду, уламків скель, каменю тощо.
Штучні острови створюються людиною, а не природою. Штучні острови не мають статусу островів і не мають територіального моря, виключної економічної зони і континентального шельфу.

## Історія

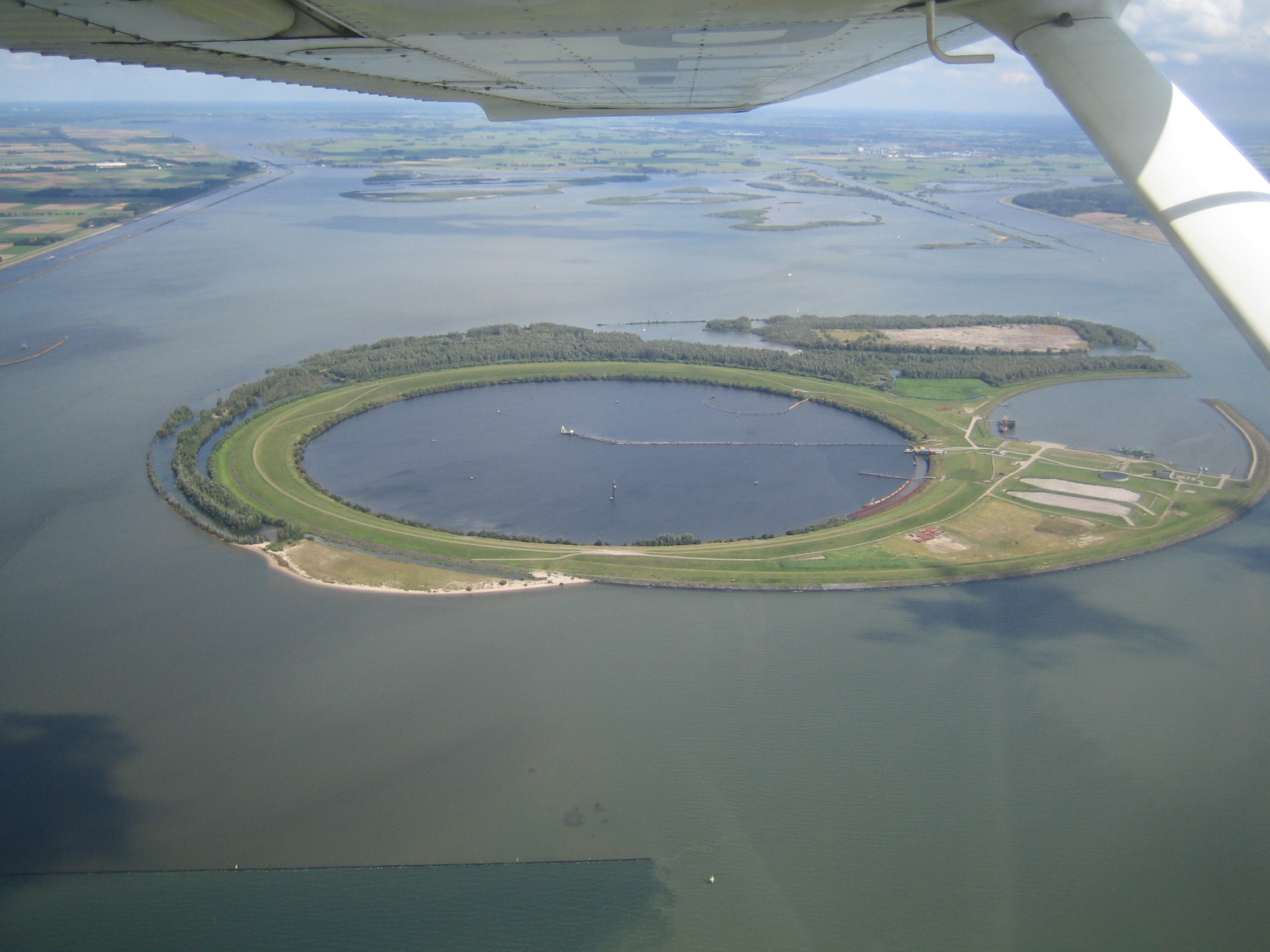
Острів-лагуна для відстійника Ейсселог в Нідерландах

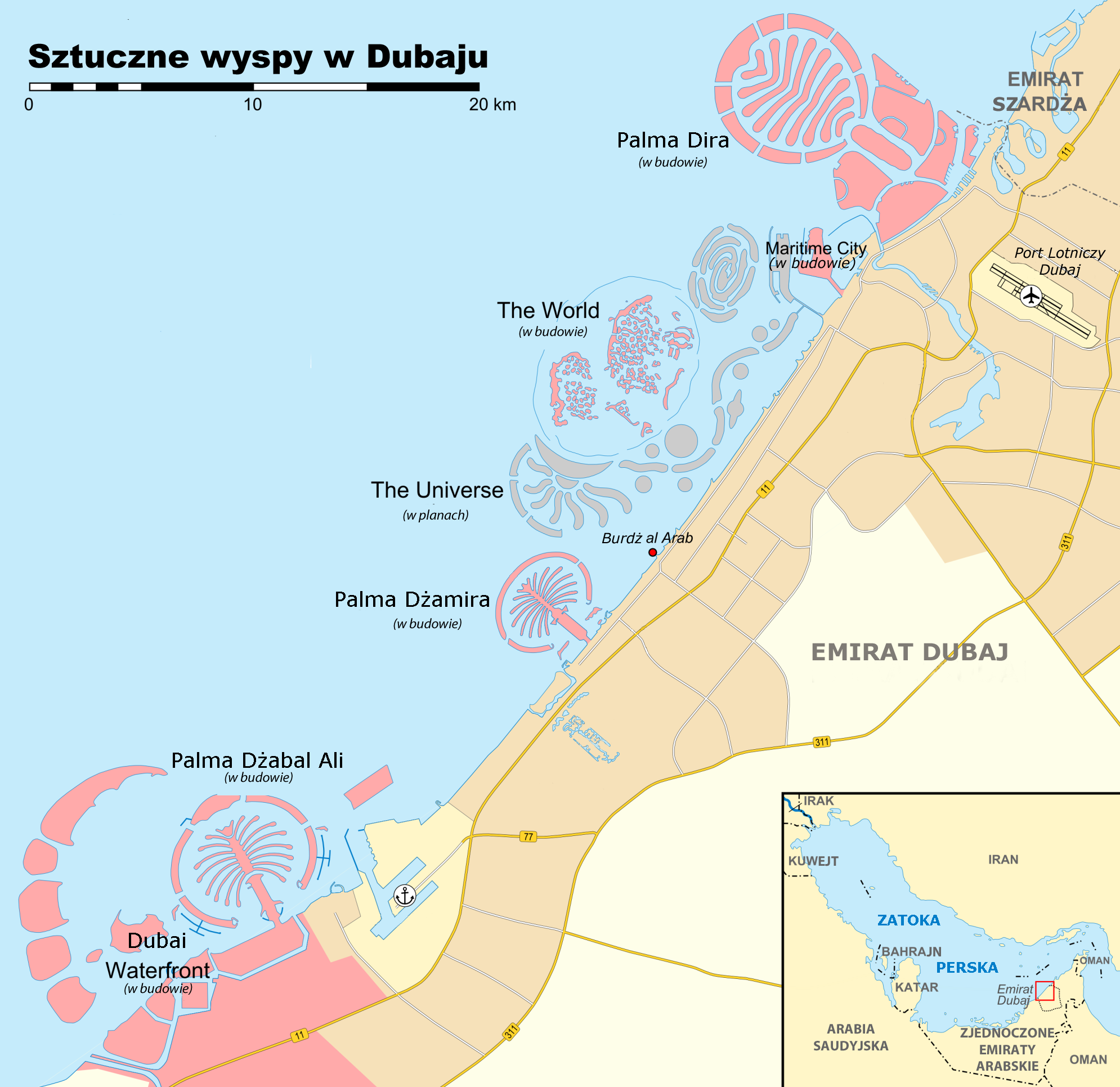
Всі штучні острови Дубая на карті

Будівництво штучних островів в світі має довгу історію.
Кранноги — невеликі штучні острови, які споруджувалися в Шотландії і Ірландії на мілководді в місцевих озерах і річках, в основному в епоху неоліту.
Нан-Мадол — штучний архіпелаг на Каролінських островах в Тихому океані, споруджений, мабуть, між 1285 і 1485 роками стародавніми мікронезійцями.
Дедзіма — штучний острів у формі віяла в бухті Нагасакі (Японія). Був побудований в XVII столітті для того, щоб іноземці не допускалися на священну японську землю. Цей острів служив морським портом для голландських торговельних суден.
Перші в Росії штучні острови (в основному кам'яно-накидні) були побудовані у XVIII столітті в Фінській затоці поблизу Кронштадта.
Man's Land Fort — штучний острів-форт, був побудований англійцями між 1867 і 1880 роками в протоці Солент поблизу узбережжя острова Вайт, для захисту Портсмута від нападу французів. Є частиною Форту Пальмерстона (Palmerston Forts, Portsmouth). У поперечнику будівля перевищує 60 м, раніше там розміщувалося 80 солдатів. Фундамент являє собою гранітні брили, які доставлялися на місце спеціальними баржами. На даний момент на ньому розташований готельний комплекс, два ресторани, п'ять барів і два вертолітні майданчики.
У XX столітті великою практикою стало спорудження штучних насипних і конструкційних (металевих) островів для утилітарних цілей — аеропортів, відстійників, бурових платформ, різних баз тощо

## Опис
Використовують для буріння розвідувальних і експлуатаційних свердловин, розміщення нафтових і газових промислів, перевалочних баз техн. постачання, як укриття для відстою флоту, посадочних майданчиків гелікоптерів і літаків. Штучні острови, що використовуються для розвідувального буріння, мають термін служби 1–3 роки, діаметр робочого майданчика 50–100 м. Експлуатаційні острови розраховані на цілорічну роботу протягом усього часу експлуатації родовища (20–30 років), діаметр їх робочого майданчика 500–600 м, горизонтальне льодове навантаження 850 т на 1 м діаметра острова, товщина льодового покриву 4–6 м. З урахуванням усіх коефіцієнтів запасу штучний острів повинен витримувати навантаження близько 1300 т на 1 м діаметра. При довготривалій експлуатації острова передбачається його захист від наповзаючого льоду. В акваторіях з важким льодовим режимом штучні острови споруджуються на глибині 20 м і більше, в незамерзаючих морях — на глибині декількох метрів.

### Різновиди штучних островів
Розрізняють штучні острови ґрунтові, льодоґрунтові і крижані. Кожний із цих типів в свою чергу може бути підрозділений на підтипи і модифікації в залежності від поєднання матеріалів, способів захисту від ерозії, призначення, терміну експлуатації і ін.
- При будівництві ґрунтових штучних островів (піщаних, глинистих, крупноуламкових, кам'яних) застосовуються землесосні снаряди і землечерпалки, шаланди, самоскидні баржі, плавучі та самохідні крани, бульдозери, автосамоскиди, котки-ущільнювачі ґрунту тощо. З метою зменшення обсягів ґрунту, що насипається або намивається застосовують спеціальні захисні споруди по периметру майбутнього острова. Схили штучного острова швидко розмиваються, виположуються, набувають природного вкладання 1:15 — 1:20, при цьому корисна площа острова скорочується. Тому надводні і підводні схили штучних островів, розрахованих на тривалий термін експлуатації, укріплюються з метою запобігання хвильової і льодової ерозії шляхом кам'яного відсипання, укладання мішків з піском, габіонів, шпунтових стінок, залізобетонних плит, масивів-гігантів. З метою зменшення об'ємів намивного або насипного ґрунту на першому етапі будівництва застосовують огороджувальні споруди по периметру майбутнього острова. Нижче рівня води роблять кам'яні відсипання за допомогою шаланд і саморозвантажувальних барж, вище рівня — каміння з транспортних барж укладають за допомогою плавних кранів, обладнаних грейферами, або консольних транспортерів.
- Льодоґрунтові штучні острови споруджують в осн. зимою шляхом насипання або намивання ґрунту на поховані під ним прошарки або блоки льоду (природного або штучно намороженого), інколи — шляхом поховання під намивним ґрунтом плавучої багаторічної (пакової) крижини.
- Спорудження крижаних островів можливе тільки взимку після встановлення на акваторії нерухомого крижаного покривала, здатного витримати навантаження від працюючих людей і механізмів. Як будівельний матеріал використовуються блоки з природного льоду або лід, штучно наморожений способами пошарового наливу, набризку й імпульсного поливу на похилу поверхню. Поверхню крижаних штучних островів, як правило, покривають шаром піску товщиною близько 1 м для запобігання термоерозії та поліпшення стійкості споруди. Бічну поверхню крижаних штучних островів захищають металевими оболонками з прошарками теплоізоляції, примусово промороженим піщаним кільцем. Інколи при спорудженні штучних островів острова спеціально збільшують його діаметр з урахуванням руйнування крайової зони в міжльодовий період.

## Проєкти

### ОАЕ
Є першим штучним островом в акваторії Перської затоки став острів Вітрило в Дубаї, а його головною визначною пам'яткою — готель Бурдж аль-Араб (Burj Al Arab).
Одним з найвідоміших штучних островів стали Острови Пальм також поблизу узбережжя Дубаю — три острови у формі фінікової пальми: Пальма Джумейра, Пальма Джебель Алі, Пальма Дейра.
У 2007 році в Абу-Дабі відкрився для відвідувачів штучний острів Лулу («Перлина»).
Штучний острів Яс в Абу-Дабі включає безліч об'єктів туризму, торгівлі, розваг, а також гоночного автоспорту.
Одним з найбільших проєктів ОАЕ стало будівництво в Дубаї архіпелагу «Світ» (The World) — близько трьохсот островів, які повторюють континенти Землі.
Планується збільшити архіпелаг «Світ» шляхом створення нових островів за проєктом «Всесвіт» (The Universe).

### Японія

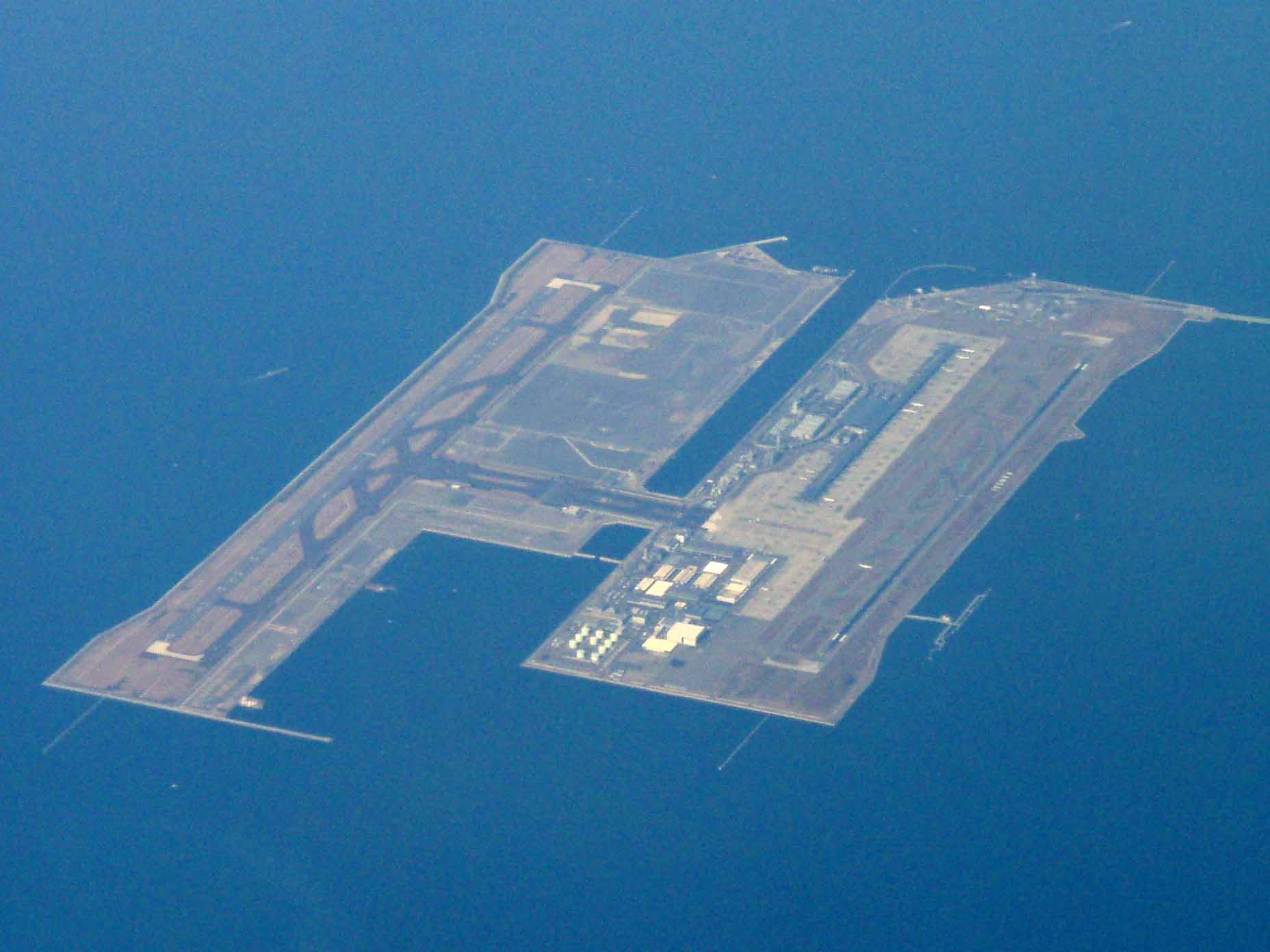
Міжнародний аеропорт Кансай

Стійкий до тайфунів і землетрусів, міжнародний аеропорт Кансай побудований на штучних островах у Східній Азії.
Аквалайн — 9-кілометровий гібрид моста і тунелю поєднав два міста Кавасакі (Kawasaki) і Кісарадзу (Kisarazu) через Токійську затоку в Японії. Аквалайн скоротив відстань між містами з півтори години до 15 хвилин. У місці, де міст переходить в тунель, розташований штучний острів Уміхотару — пам'ятка для туристів і місце відпочинку на воді.
На штучному острові на південь від Нагої в Центральній Японії, в бухті Ісі поблизу міста Токонама побудували аеропорт Тюбу.
Острів Мрії, штучний острів в Токійській бухті, побудований повністю з відходів.
Острів Рокко. Це другий за величиною штучний острів в Кобе.

### Інші проєкти

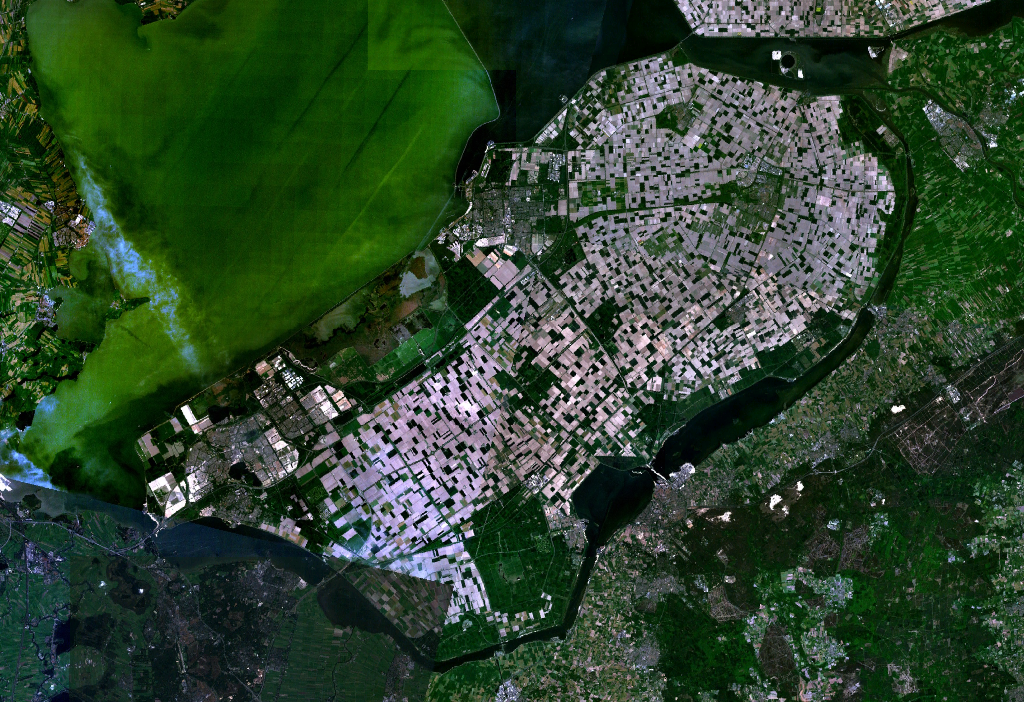
Флевопольдер

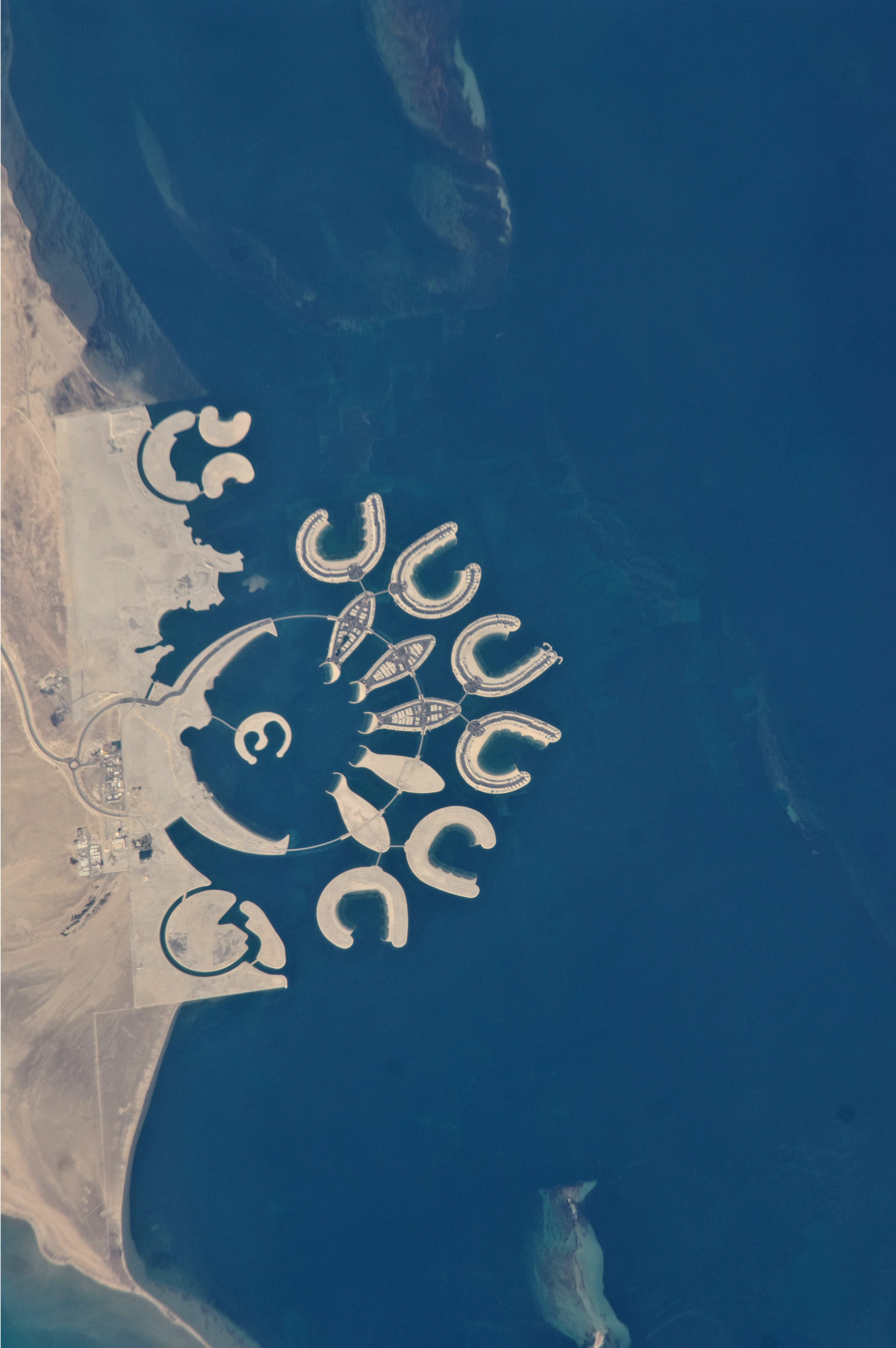
Дуррат-Аль-Бахрейн

Острів Нотр-Дам (Île Notre-Dame) — був побудований за 10 місяців з 15 мільйонів тонн гірничої маси, видобутої для будівництва Монреальського метро в 1965 році. Острів побудували для розміщення Всесвітньої виставки Expo-67, щоб відсвяткувати 100-річчя Канади. Острів розташований на середині річки Святого Лаврентія.
У 1969 році в Північному морі в Нідерландах був закінчений Флевопольдер — найбільша осушена острівна територія.
Під час будівництва гігантського мосту, що з'єднує Данію та Швецію, був намитий штучний острів Пебергольм («Перцевий острівець»), який розташовується у данській частині протоки Оресун.
Острів Дуррат-Аль-Бахрейн (Durrat Al Bahrain) в Бахрейні схожий на подібні острови в ОАЕ. Цей проєкт коштує 1,2 млрд доларів США і являє собою архіпелаг з 13 штучних островів, розташованих на ділянці 20 млн м². Він складається з 6 атолів (острови з кораловими лагунами), п'яти островів у формі риб, острови-півмісяця, на яких розташовуються п'ятизіркові готелі, поле для гольфу на 18 лунок, 12 мостів і марина.
В Росії існує проєкт створення архіпелагу Федерація. Його планується намити в Чорному морі в Хостинському районі Сочі навпроти Малого Ахуну, площа острова — 250 га, площа забудови — 700 тис. м².
Китай побудував ряд штучних островів у Аівденно-Китайському морі на рифах — рифі Субі, рифі Файєрі-Крос і рифі Місчіф

## Найбільші штучні острови
| # | Назва                                 | Розмір (км²) | Країна або Емірат | Використання     |
| - | ------------------------------------- | ------------ | ----------------- | ---------------- |
| 1 | Flevopolder                           | 970          | Нідерланди        | місто, с/г       |
| 2 | Yas Island                            | 25           | Абу-Дабі          | Yas Marina район |
| 3 | Palm Jebel Ali                        | 8            | Дубай             | on hold          |
| 4 | Центральний Міжнародний аеропорт Чубу | 6,8          | Японія            | Аеропорт         |
| 5 | Джумейра                              | 6,5          | Дубай             | житлові споруди  |
| 6 | Rokko Island                          | 5,8          | Японія            | житлові споруди  |
| 7 | Port Island                           | 5,2          | Японія            | житлові споруди  |
| 8 | Міжнародний аеропорт Кансай           | 4            | Японія            | Аеропорт         |